# 丁貴
丁貴（1486年—？年），字德卿，山东济南府滨州人，明朝政治人物。

## 生平
治《書經》，行一，由州學生中式正德二年（1507年）山東鄉試第四十二名舉人，正德三年（1508年）聯捷戊辰科會試第二百八十九名，第三甲第二十三名進士。初授江西建昌府推官，历兵部主事、工部员外郎、户部郎中，出为江西撫州府、陕西临洮府知府。

## 家族
曾祖丁友直。祖父丁鹏。父丁榮。母杜氏。具庆下，弟丁賢。